# Grundig
La Grundig AG è un'azienda tedesca di elettronica di consumo, controllata dalla holding turca Koç Holding.

## Storia

Vecchio logo Grundig con trifoglio che riprende lo stemma della città di Fürth

Fondata nel 1945 a Norimberga da Max Grundig, la società è stata sempre nel gotha del panorama elettronico mondiale. È stato il più importante produttore europeo di radio e televisori, assieme a Philips. Negli anni 2000 ha perso numerose quote di mercato, a causa della concorrenza asiatica e degli alti costi di produzione, fino alla cessazione formale dell'attività nel 2004 della Grundig AG. In seguito dopo essere stata smembrata in varie società ed aver cambiato la propria ragione sociale in Grundig Intermedia GmbH è diventata di proprietà della turca Koç Holding, inizialmente in partecipazione paritetica con l'inglese Alba plc. Nel 2007 la Koç ha rilevato il 100% della Grundig Multimedia BV, azienda tedesca che ha sede nei Paesi Bassi solo per comodità e che detiene a sua volta la Grundig Intermedia GmbH.

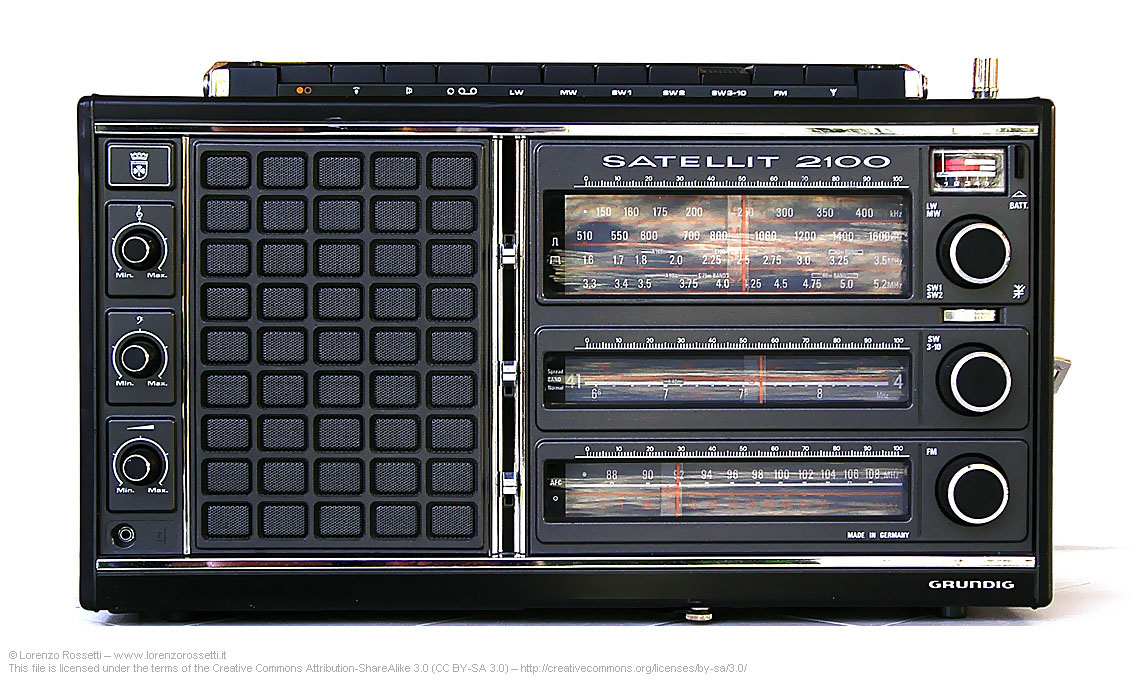
Radioricevitore Grundig Satellit 2100 (fine anni '70)

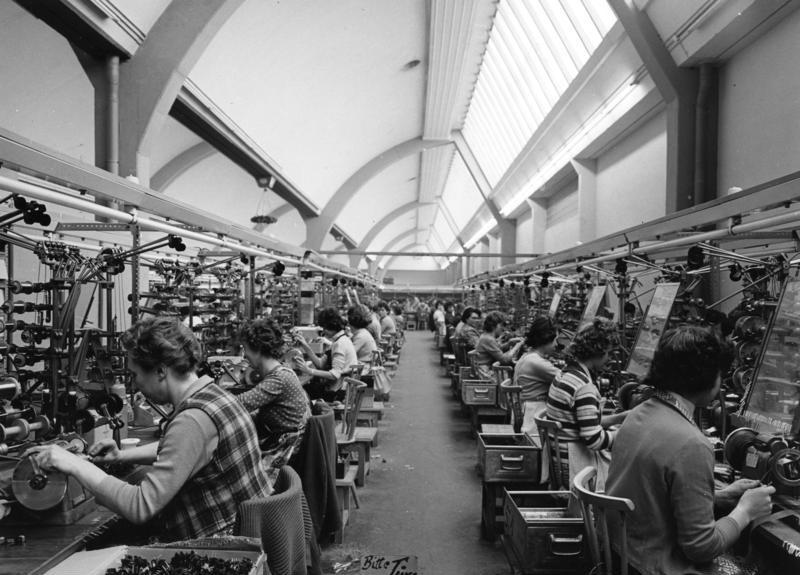
Avvolgimenti per registratori a bobina, fabbrica di Bayreuth (1959)

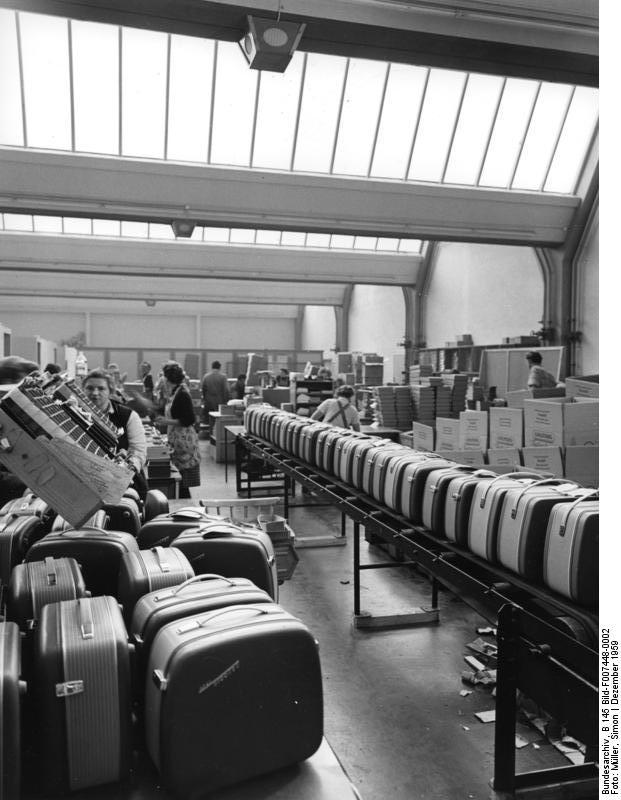
Confezionamento di fonovaligie a bobina nella fabbrica di Bayreuth (1959)

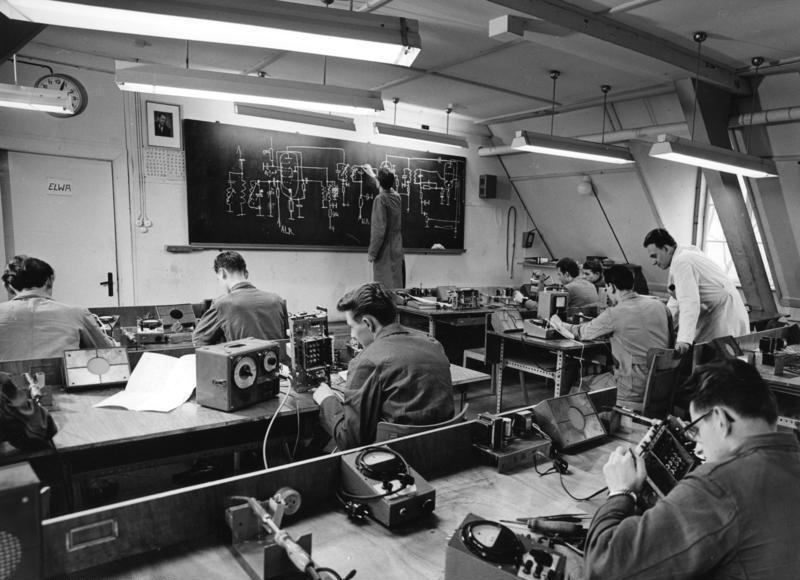
Apprendisti nella fabbrica di Fürth (1959)

### Grundig & Wurzer
La storia dell'azienda comincia nel 1930, con il negozio di radio Fürth, Grundig & Wurzer (RVF). Dopo la seconda guerra mondiale, Max Grundig capì le potenzialità del mercato tedesco delle radio, e nel 1947 ne produsse un kit, mentre furono aperti uno stabilimento e un centro operativo a Fürth. Nel 1951 furono fabbricati i primi televisori, e in seguito furono aperte nuove divisioni a Norimberga, Francoforte e Karlsruhe. Nel 1960 a Belfast, nell'Irlanda del Nord, la Grundig costruì i primi registratori a nastri di qualità professionale.

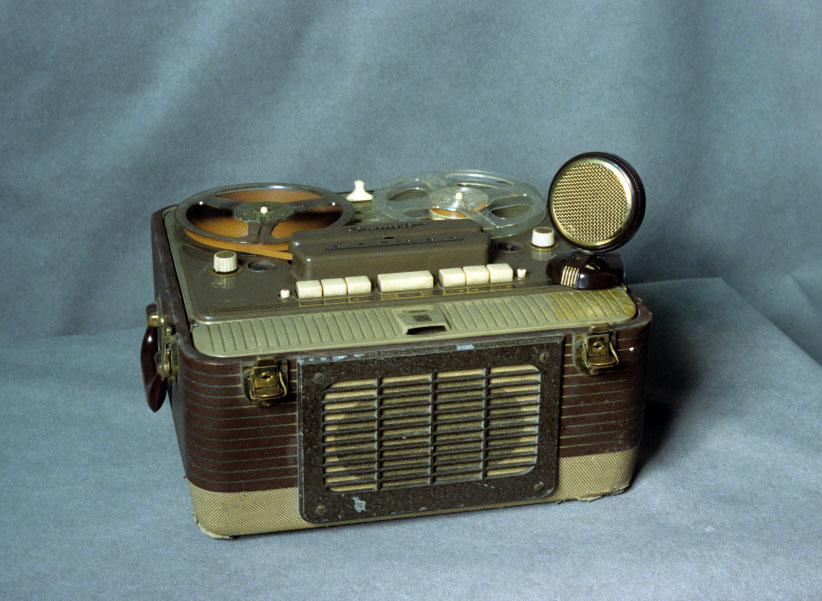
Registratore a bobine Grundig bidirezionale del 1955

Dopo la trasformazione dell'azienda da società a responsabilità limitata (GmbH) in società per azioni (AG), avvenuta nel 1972, la Philips iniziò a rilevarne le quote, fino a controllarla nel 1993. A causa degli scarsi profitti, cinque anni dopo la Grundig fu venduta al consorzio bavarese BEB, Bayerische Elektronik-Beteiligungs GmbH & Co. KG, con azionisti Kathrein, Bayerische Landesbank Girozentrale, Bayerischer Sparkassen- und Giroverband, Hypovereinsbank e la Bayerische Landesbank für Aufbaufinanzierung.
Nel giugno 2000 la società trasferì il proprio quartier generale a Norimberga, e un anno dopo registrò una perdita di 1,281 miliardi di euro. Nell'autunno 2002 le banche smisero di erogare prestiti alla Grundig, che così l'anno successivo dichiarò bancarotta e vendette la divisione degli impianti satellitari alla Thomson. Nel 2004 la britannica Alba plc e la turca Beko, società della Koç Holding rilevarono la Grundig Home InterMedia System, la divisione dell'elettronica di consumo.
Nel 2007 l'Alba vendette la propria quota alla Beko, continuando a produrre radio e tv a marchio Grundig per i mercati inglese ed australiano fino al 2012.
Negli Stati Uniti le radio Grundig sono costruite su licenza dalla Eton Corporation (già Lextronix), con base a Palo Alto.

## Prodotti
I prodotti Grundig sono da sempre radioapparecchi ed elettronica di consumo: radio, televisori e HiFi.
Attualmente con questo marchio vengono prodotti elettrodomestici quali frigoriferi, forni elettrici, piani cottura, lavastoviglie, lavatrici, asciugatrici e condizionatori.

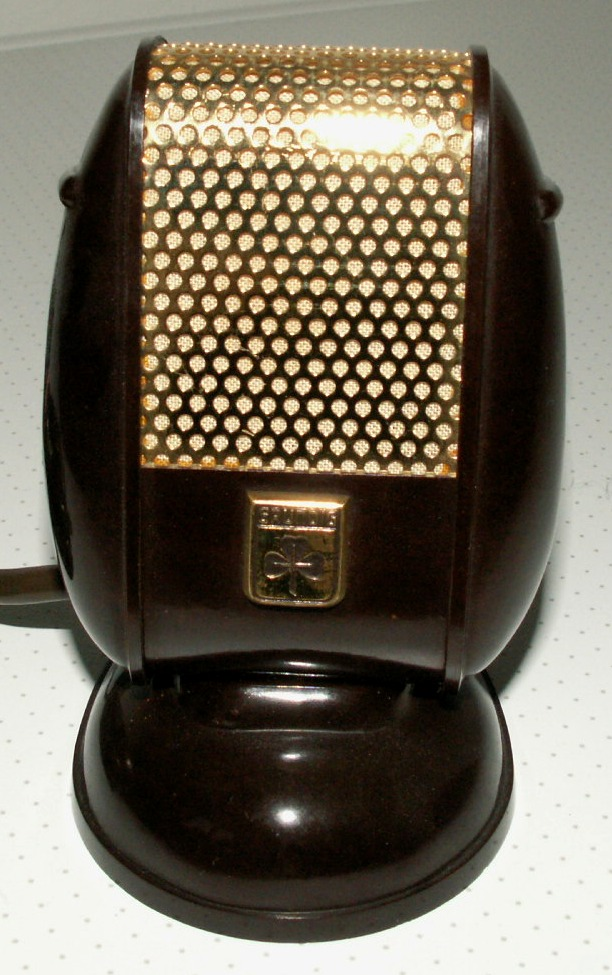
Microfono, 1955
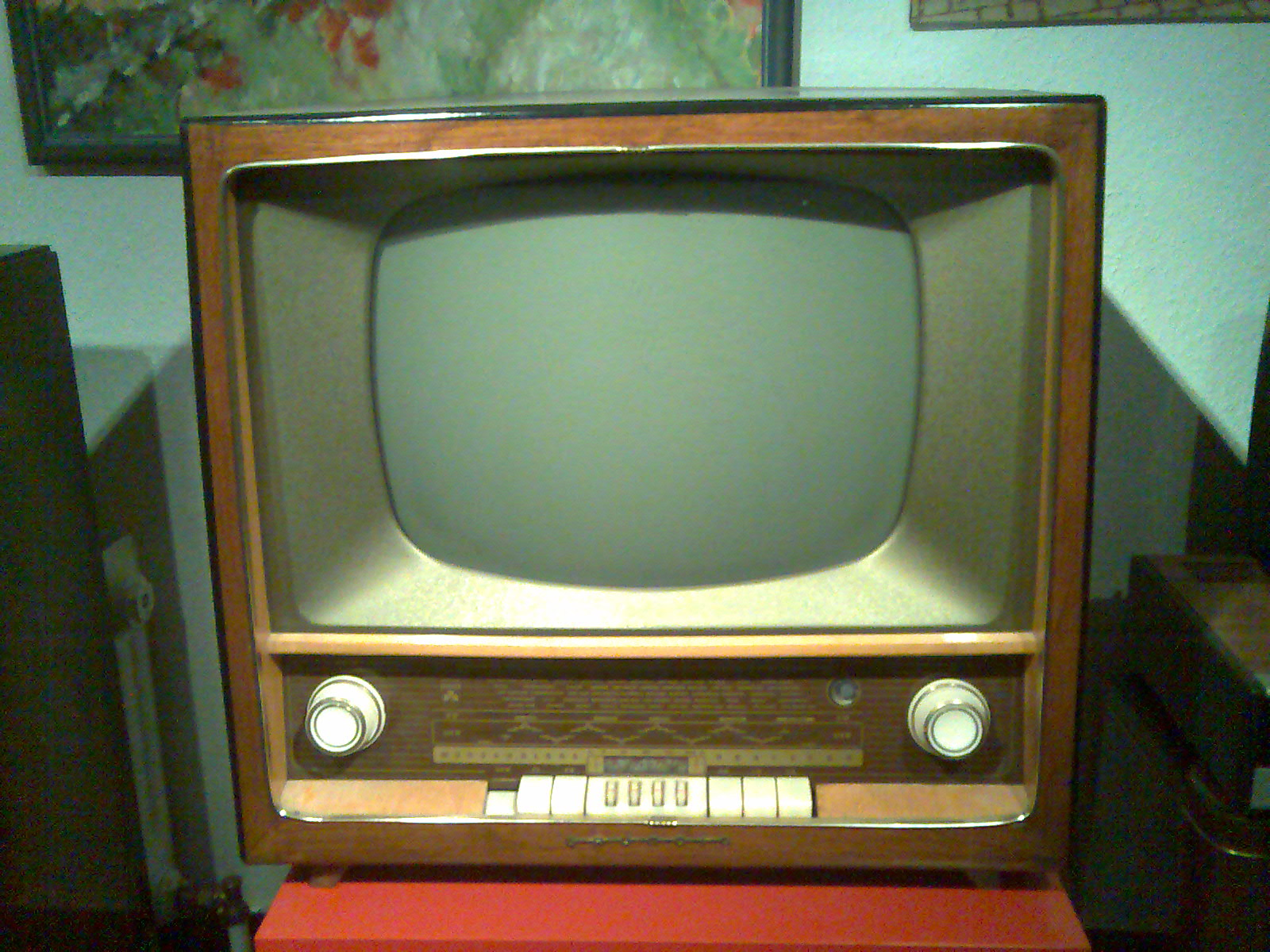
Radioricevitore TV 348, 1957
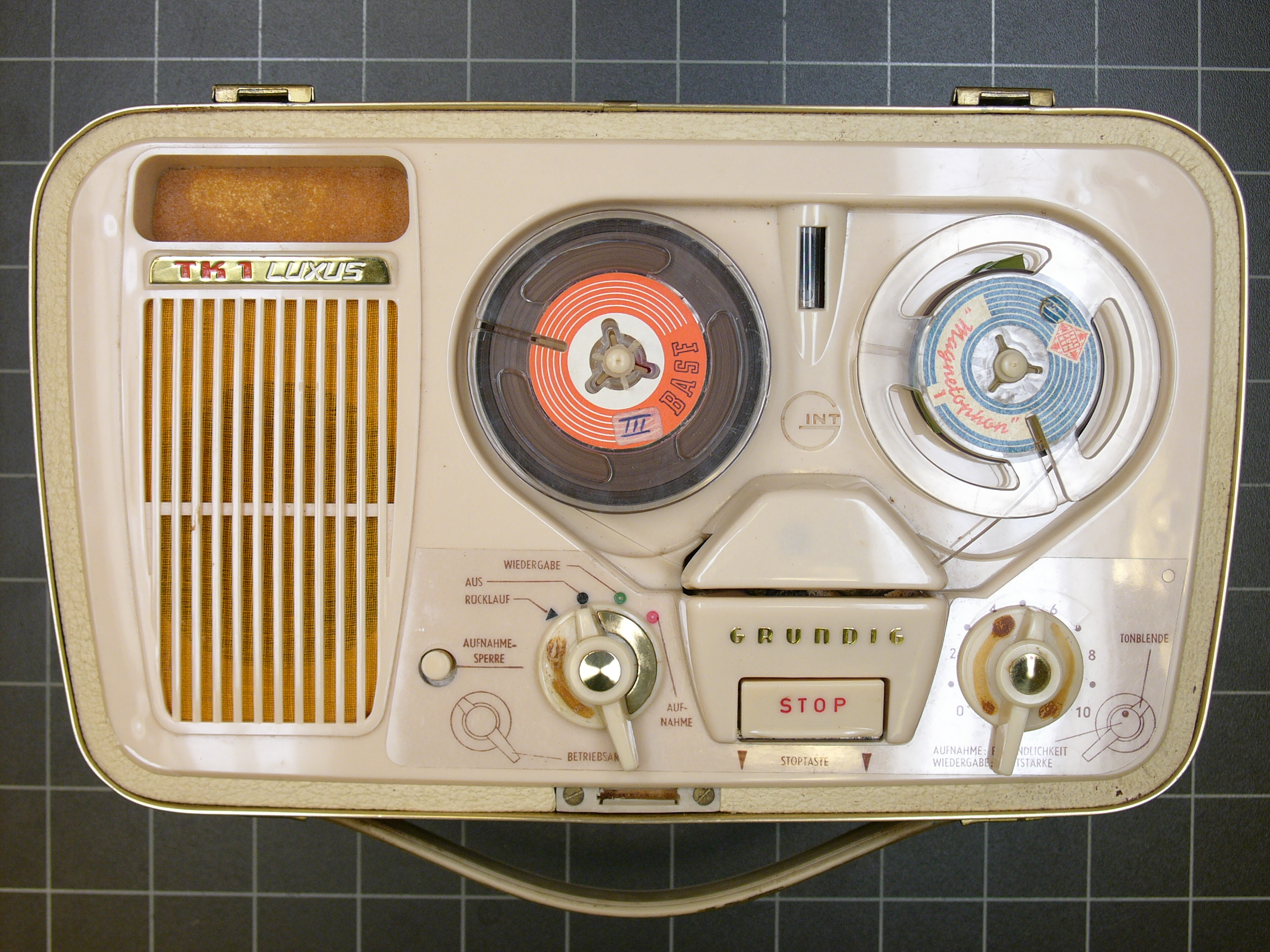
TK-1 Tragbares Grundig-Tonbandgerät, 1960
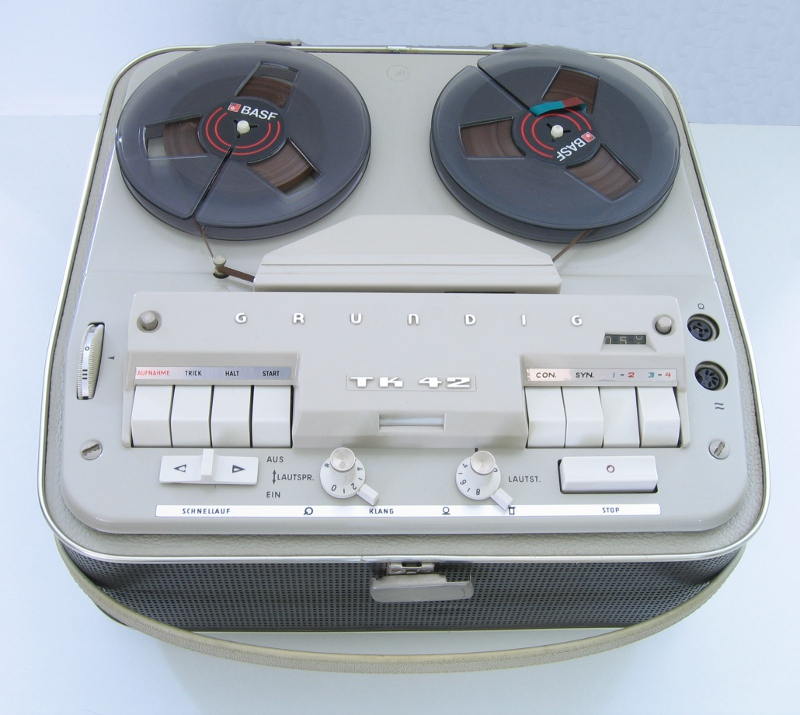
Registratore a valigia TK 42, 1962
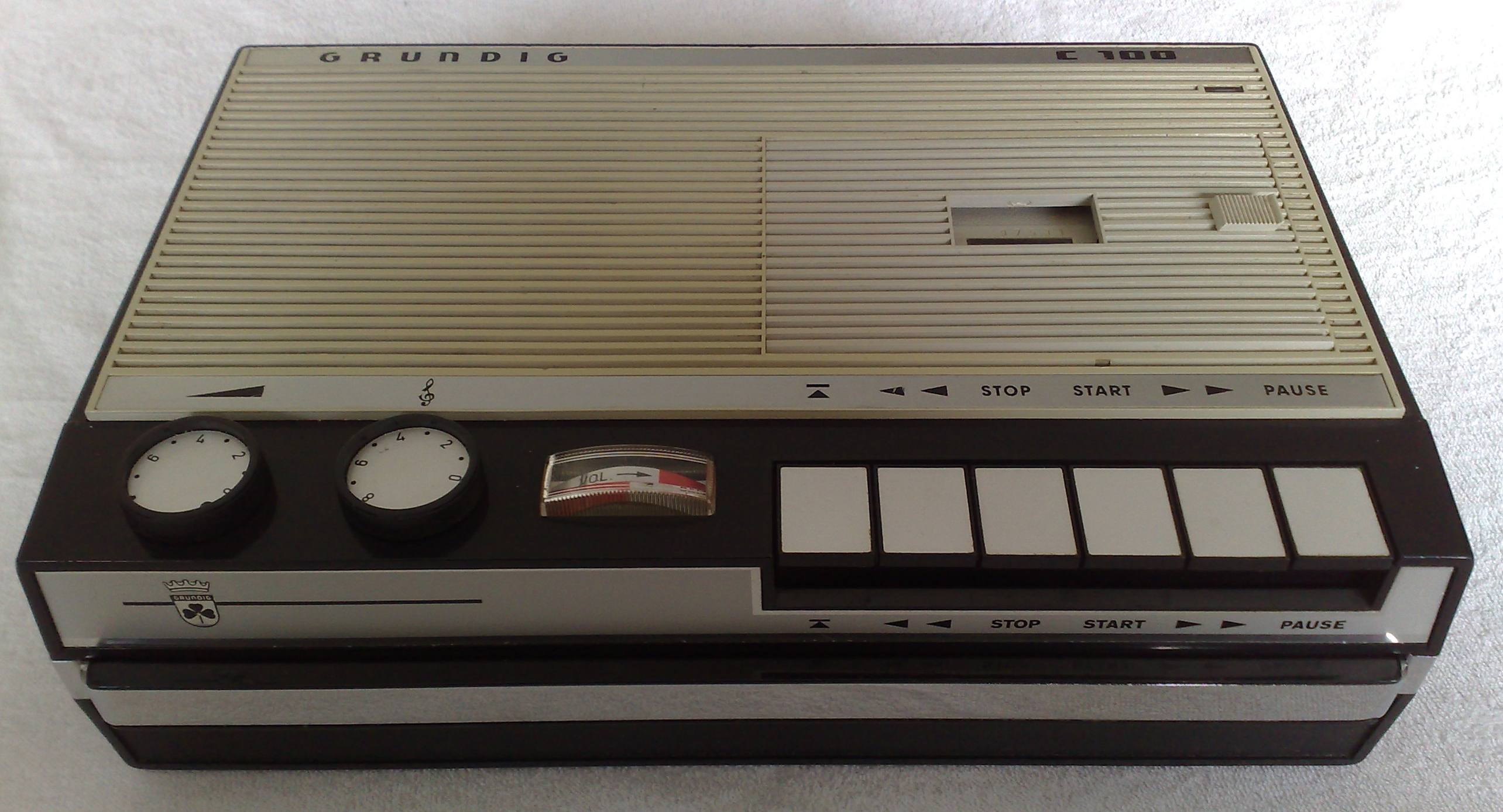
C 100 per cassette DC-International, 1965
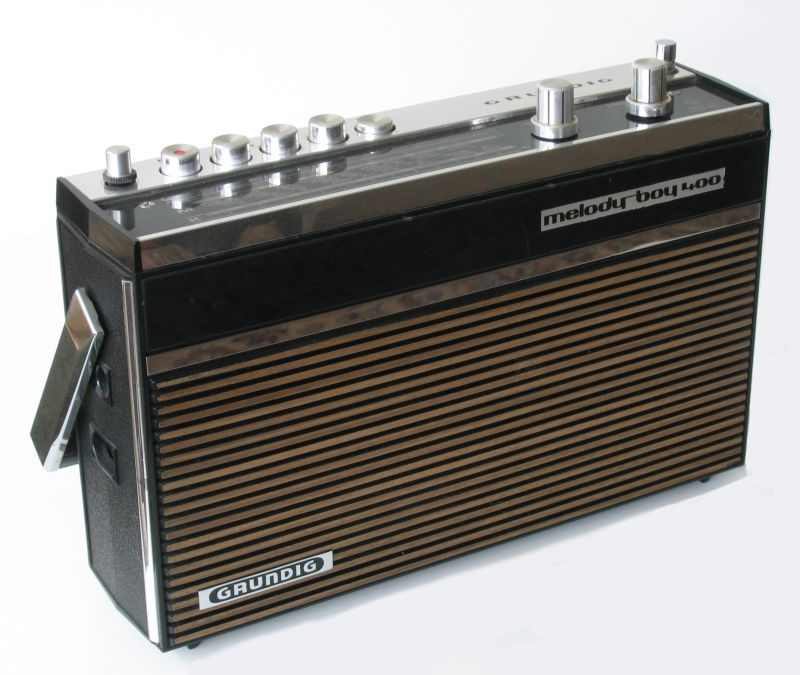
Radio portatile melody boy 400, 1971
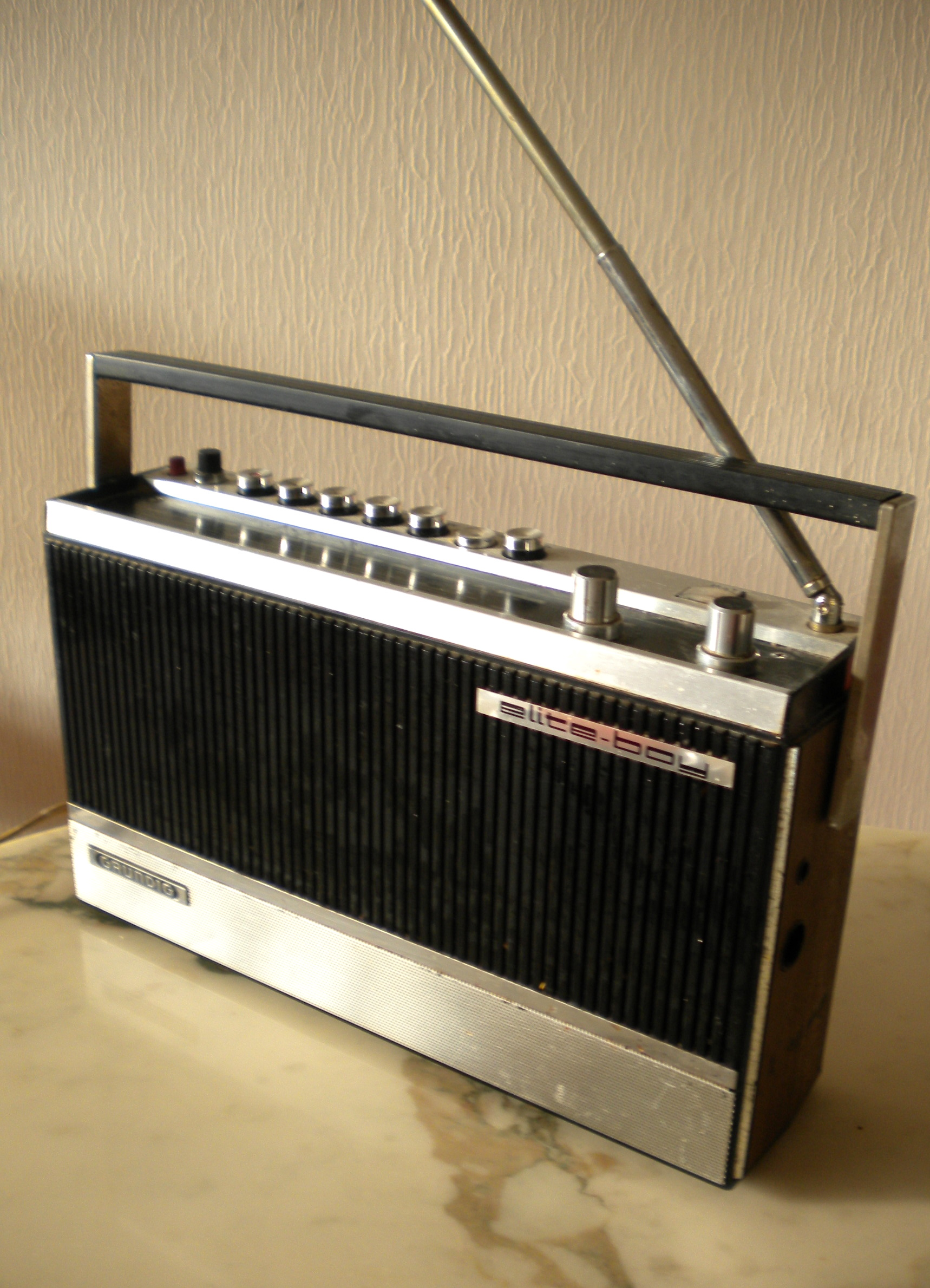
Radio portatile élite-boy, 1972
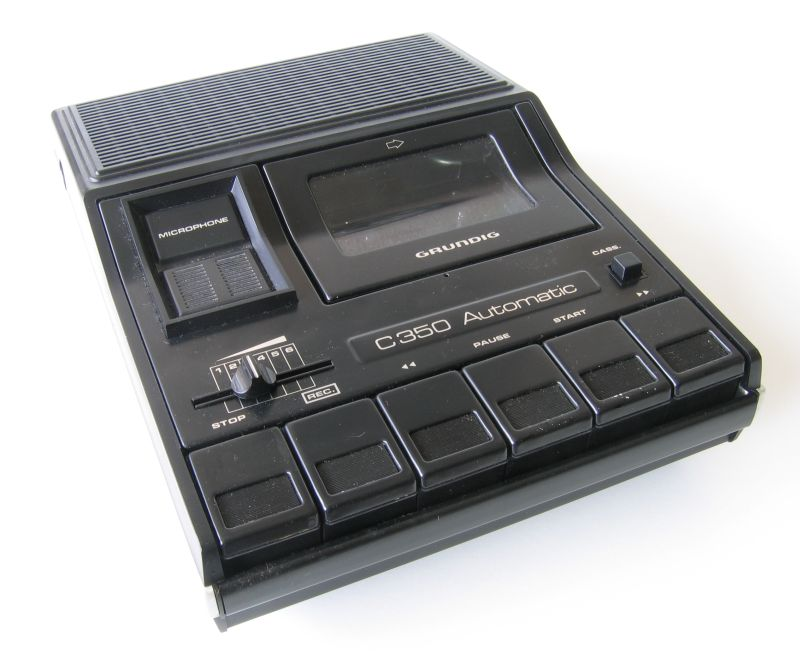
Registratore a cassette C350 Automatic, 1979
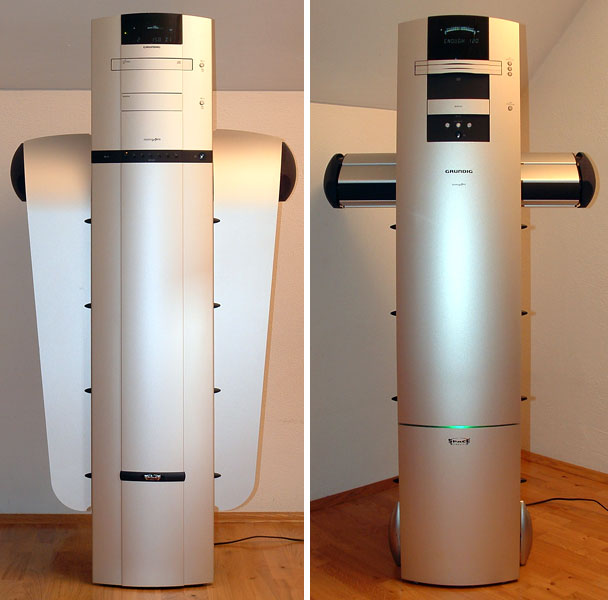
Surround Space Fidelity PA3 (a sinistra) PA6 (a destra), 1995
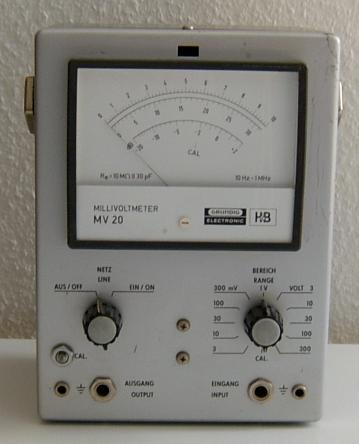
Millivoltmetro
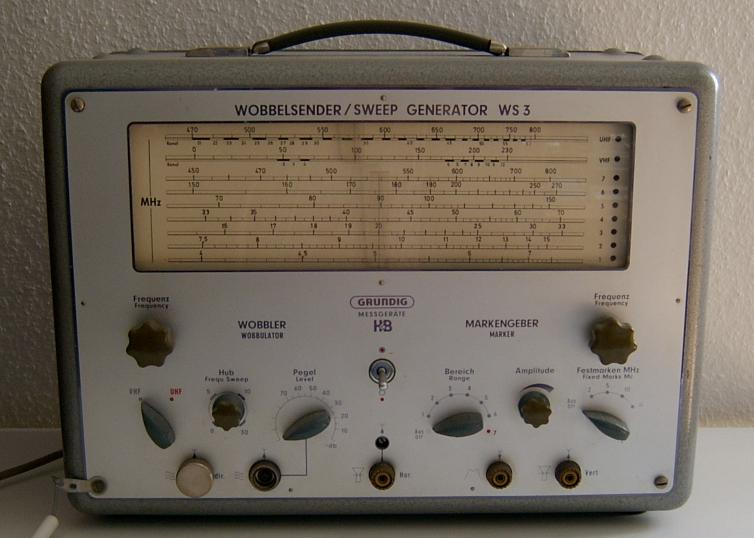
Generatore di forme d'onda WS 3